# Orbeni
Orbeni é uma comuna romena localizada no distrito de Bacău, na região de Moldávia. A comuna possui uma área de  km² e sua população era de 4081 habitantes segundo o censo de 2007.